# Taw
Taw是许多闪米特字母表中的第二十二个字母，也是最后一个字母，包括腓尼基字母、亚兰字母、希伯来字母ת‬以及阿拉伯字母ت‎。其原始发音为/t/。
腓尼基字母还演变为了希腊字母Τ、拉丁字母T以及西里尔字母Т。